# Volcanic Repeating Arms Company
La société Volcanic Repeating Arms Company est une entreprise américaine fondée en 1855 par l'association des hommes d'affaires Horace Smith et Daniel B. Wesson dans le but de commercialiser les cartouches Rocket Ball et le levier de sous-garde inventés par Walter Hunt. La société Volcanic mit au point une version améliorée de la cartouche Rocket Ball, ainsi qu'une carabine militaire et un pistolet dotés d'un mécanisme de levier de sous-garde. Même si la Volcanic Repeating Arms Company n'a eu qu'une durée de vie très éphémère, ses descendants, Smith & Wesson et Winchester Repeating Arms Company, devinrent des manufactures d'armes à feu de première importance dans l'histoire des États-Unis

## Histoire
Le fusil "Volition Repeating Rifle" conçu en 1848 par Walter Hunt est une révolution technique, car il introduit une des premières utilisations du mécanisme du levier de sous-garde et un magasin tubulaire encore en usage de nos jours. Cependant, l'ébauche de W. Hunt est loin d'être parfaite et seuls deux ou trois prototypes furent produits ; le seul exemplaire connu est actuellement conservé au Firearms Museum du Buffalo Bill Center of the West à Cody (Wyoming).
En 1849, Lewis Jennings fait breveter une version améliorée du prototype de Hunt et plusieurs versions du modèle breveté par de Jenning sont produites par la firme Robbins & Lawrence Co., à Windsor (Vermont) (sous la direction du contremaître d'atelier Benjamin Tyler Henry) et commercialisées par C. P. Dixon. À la même période, Horace Smith est également embauché par Courtlandt Palmer pour améliorer le fusil Jennings et fait breveter le "Smith-Jennings" en 1851. On estime que moins de 2 000 exemplaires de ces deux modèles furent produits avant 1852, date à laquelle des problèmes financiers amènent la fin de la production,.

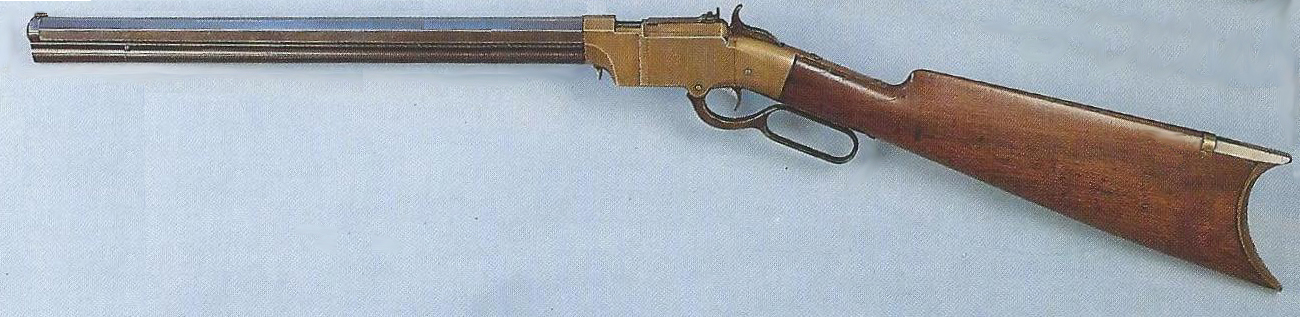
Fusil Volcanic, canon de 16 pouces 1/2

En 1854, les compères Horace Smith et Daniel B. Wesson s'associent à Courtlandt Palmer, l'entrepreneur qui détient les brevets du Jennings et du Smith-Jennings, et améliorent encore le mécanisme de fonctionnement, développant le Smith & Wesson Lever pistol ("pistolet à levier Smith & Wesson"), ainsi qu'une nouvelle cartouche Volcanic. La production se déroule dans l'atelier d'Horace Smith à Norwich (Connecticut). La nouvelle cartouche améliore la Rocket Ball de W. Hunt par l’adjonction d'une amorce. La société utilise dans un premier temps le nom de "Smith & Wesson Company", mais en change pour "Volcanic Repeating Arms Company" en 1855, avec l'arrivée de nouveaux investisseurs, dont un certain Oliver Winchester.
La Volcanic Repeating Arms Company obtient auprès de la Smith & Wesson Company tous les droits pour les modèles Volcanic (à ce moment, on produit à la fois des versions fusil et des versions pistolet) et pour les munitions. Daniel B. Wesson occupe pendant huit mois le poste de directeur d'usine avant de s’associer à Horace Smith pour fonder la "Smith & Wesson Revolver Company" sitôt obtenu le brevet du barillet à chargement par l'arrière de Rollin White. À la fin de l'année 1856, Oliver Winchester organise l'insolvabilité de la Volcanic Arms Company, prend le contrôle de l'entreprise et déménage l'usine à New Haven, où il la réorganise et la rebaptise "New Haven Arms Company" en avril 1857. Au moment où Robbins & Lawrence souffrent de difficultés financières, il débauche l'ingénieur Benjamin Tyler Henry et l'engage comme directeur d'usine. Tout en continuant à produire des fusils et des pistolets Volcanic, Benjamin T. Henry commence à expérimenter les nouvelles cartouches à percussion annulaire et modifie le  levier de sous-garde Volcanic pour l'adapter aux nouvelles cartouches. Le résultat est le fusil Henry. En 1866, la société est de nouveau réorganisée, cette fois sous le  nom de Winchester Repeating Arms Company et le nom de "Winchester" devient synonyme des fusils à répétition,,.

## Dans la culture populaire
- Dans le western Et pour quelques dollars de plus, l'« homme sans nom » utilise un fusil à répétition Volcanic.

- Dans la série télévisée Pawn Stars (2012), un pistolet Volcanic Repeating calibre .41 apparaît dans l'épisode 23 de la saison 5 (2011-2012) intitulé "Bear-ly There" ("Des graines venues de loin" en V.F.), où il est acheté par le prêteur sur gage de Gold & Silver Pawn Shop pour la somme de 6 500 dollars.

- Le pistolet Volcanic est l'une des armes disponibles dans les jeux vidéo Red Dead Redemption, Total War: Shogun 2, Call of Juarez et Call of Juarez: Bound in Blood; dans ces deux derniers jeux, il s'agit de l'arme de poing la plus puissante du jeu.

Exemples d'armes à feu de la Volcanic Repeating Arms
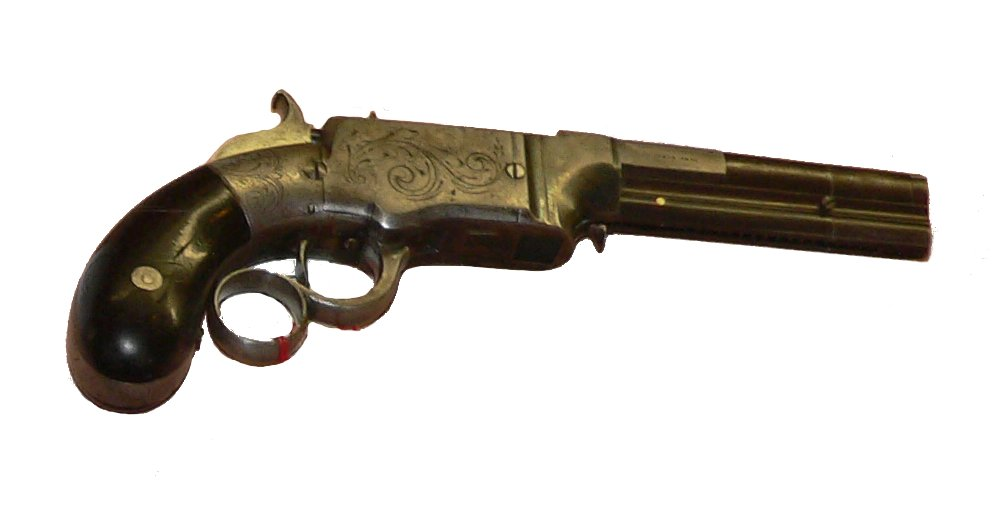
Un pistolet Smith & Wesson Volcanic, circa 1855, en calibre .31
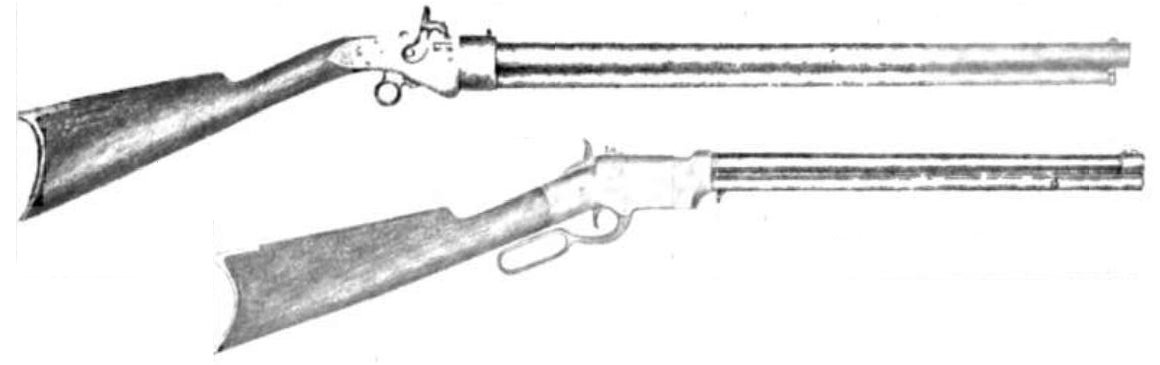
Les fusils Jennings (en haut) et Volcanic (en bas)
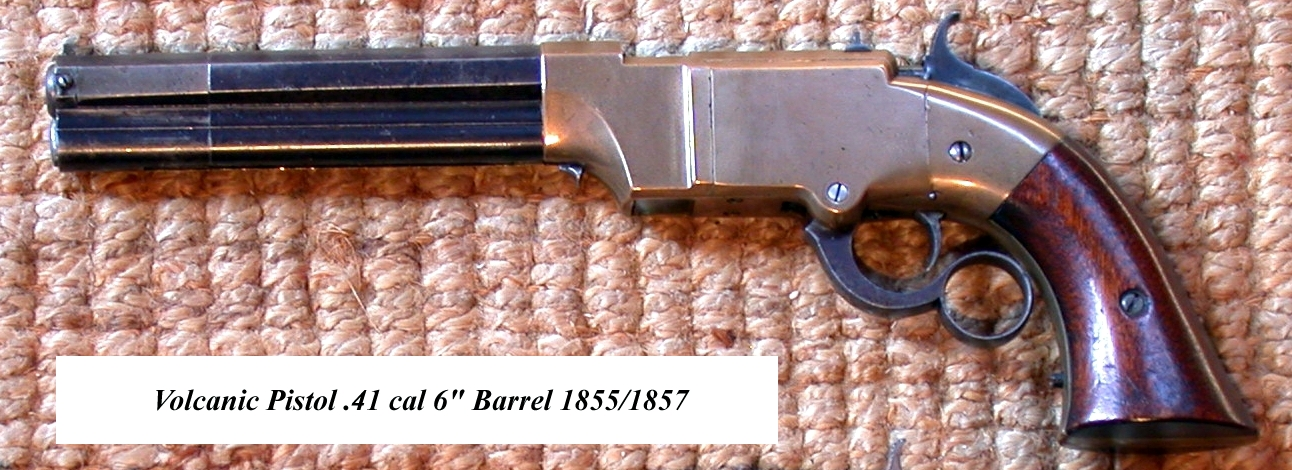
Pistolet Volcanic calibre .41

## Éléments bibliographiques
- Flayderman, E. Norman: "Flayderman's Guide to Antique Firearms and their Values 9th edition" Gun Digest Books, 2007
- Houze, Herbert G.: "Winchester Repeating Arms Company; Its History and Development from 1865 to 1981" Krause Publication. 1994
- Lewis, Col. B. R.: "The Volcanic Arms"; American Rifleman, November 1957
- Madis, George: "The Winchester Book"; Art and Reference House. 1985
- McDowell, R. Bruce; "Evolution of the Winchester"; Armory Publications, 1985
- Edsall, James: "Volcanic Firearms - And Their Successors"; Pioneer Press, 1974
- Internet Movie Firearms Database: For a Few Dollars More. Last edit, 15 May 2012.